# 索維拉省

31°30′N 9°46′W / 31.500°N 9.767°W
索維拉省（阿拉伯语：‎）是摩洛哥的省份，位於該國西北部，由馬拉喀什-薩菲大區負責管轄，首府設於索維拉，面積6,335平方公里，2014年人口450,527，人口密度每平方公里71人。